# Hirasa latimarginaria
Hirasa latimarginaria là một loài bướm đêm trong họ Geometridae.